# Wierzba purpurowa

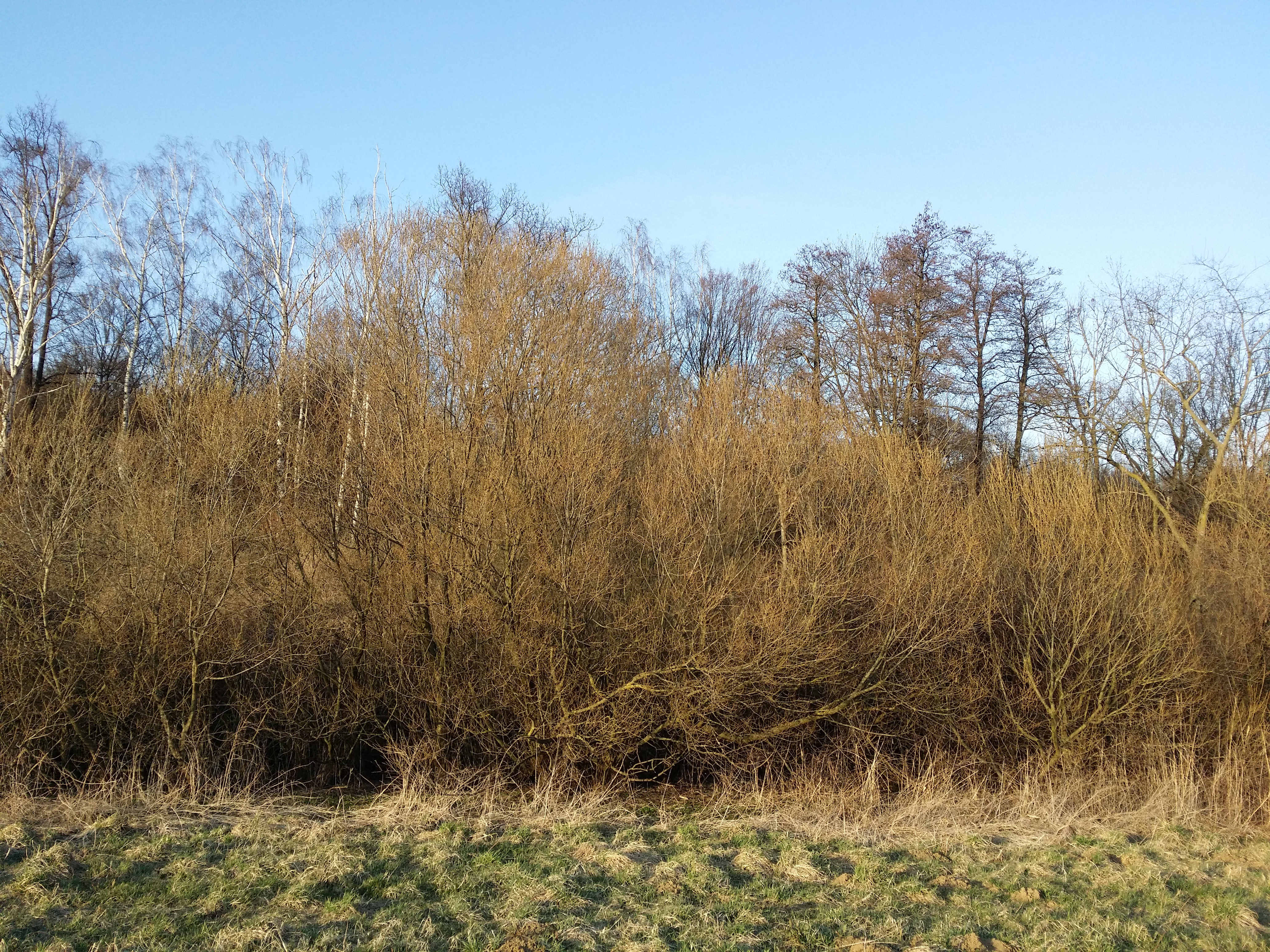
Pokrój

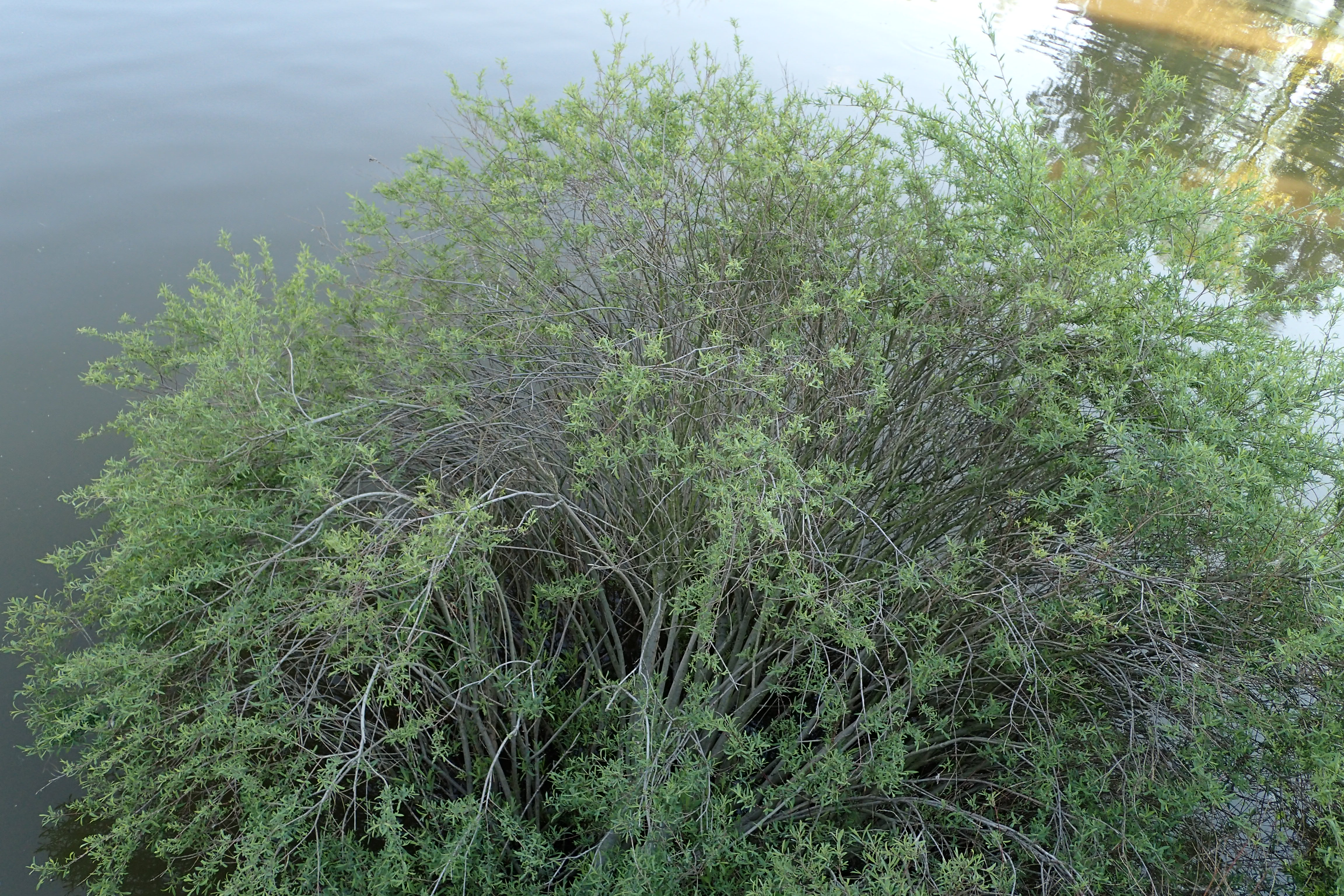
Odmiana 'Nana'

Wierzba purpurowa, w. czerwona, w. szpagatówka, wiklina (Salix purpurea) – gatunek krzewu należący do rodziny wierzbowatych. Występuje w Azji (w Mongolii), Afryce Północnej (Algeria, Maroko, Tunezja) i w całej niemal Europie. Pospolity na całym niżu Polski. Często uprawiany.

## Morfologia
PokrójKrzew o kulistej koronie, osiągający wysokość do 3 m.
ŁodygaPędy wyprostowane, cienkie, błyszczące i bardzo elastyczne. Wyrastają gęsto i zabarwione są na purpurowoczerwono, tylko starsze gałęzie są szarozielone (są podobne do pędów wierzby wawrzynkowej). Jej pędy są gorzkie, ponieważ zawierają kwas salicylowy. Wskutek tego nie są zjadane przez zwierzęta.
LiścieOdwrotnie lancetowate, matowe, na górnej stronie ciemnozielone, na spodniej o sinozielonym kolorze. Są podobne do liści wierzby kruchej. Mają długość do 12 cm i ustawione są na pędzie najczęściej skrętolegle, ale występują też liście ustawione naprzeciwlegle, co wśród wierzb jest cechą charakterystyczną wyłącznie dla tego gatunku. Powyżej połowy są piłkowane. Młode listki są owłosione, lecz szybko stają się nagie.
KwiatyJest rośliną dwupienną. Żeńskie i męskie kotki o długości 2 cm, są siedzące. Kotki męskie są krótsze. Nitki ich pręcików o czerwonych lub czarnych pylnikach są zrośnięte. Słupki w kwiatostanach żeńskich są siedzące, owłosione o krótkich i grubych znamionach.
OwocTorebka z licznymi i drobnymi nasionami.

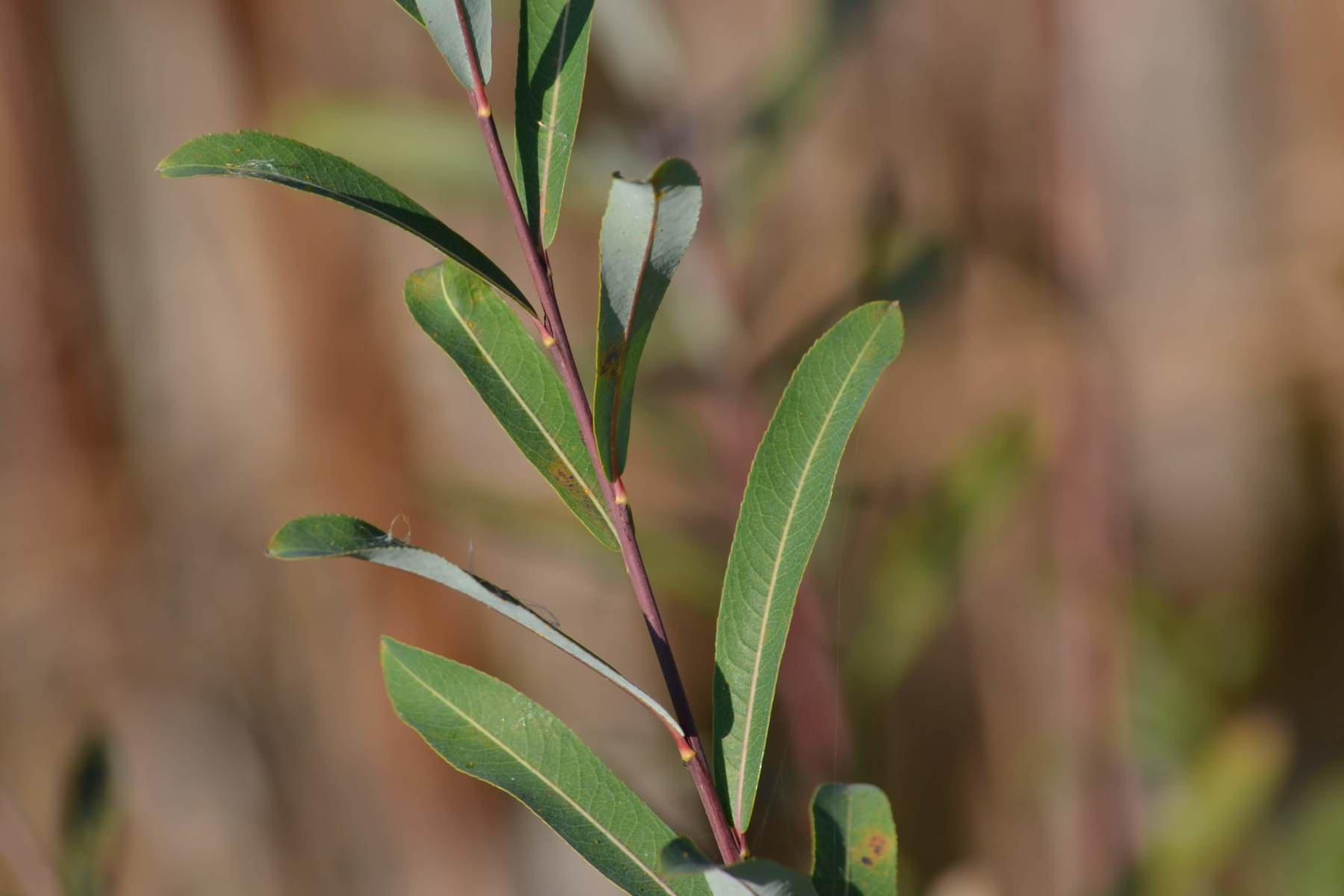
Liście
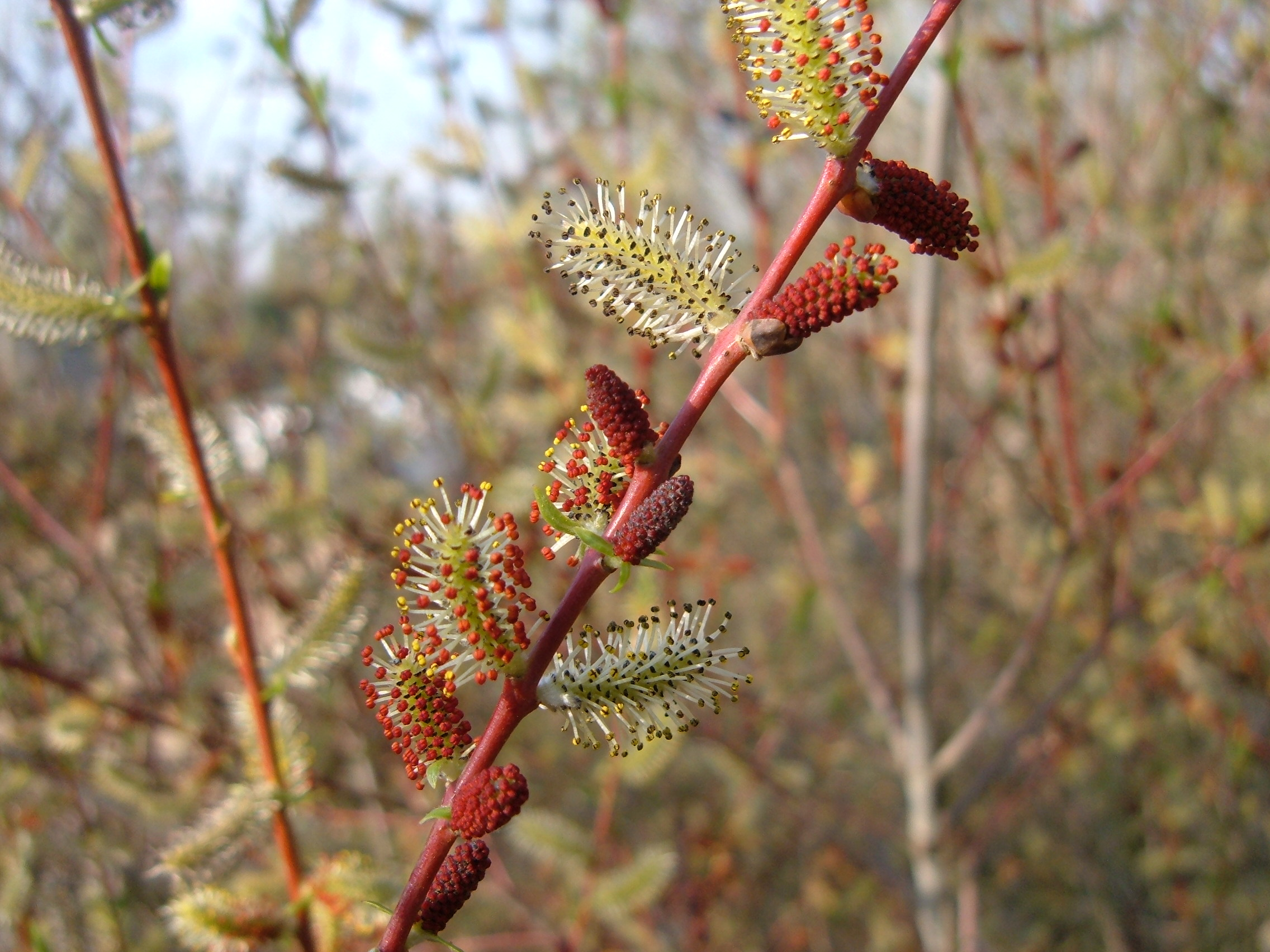
Kwiaty męskie
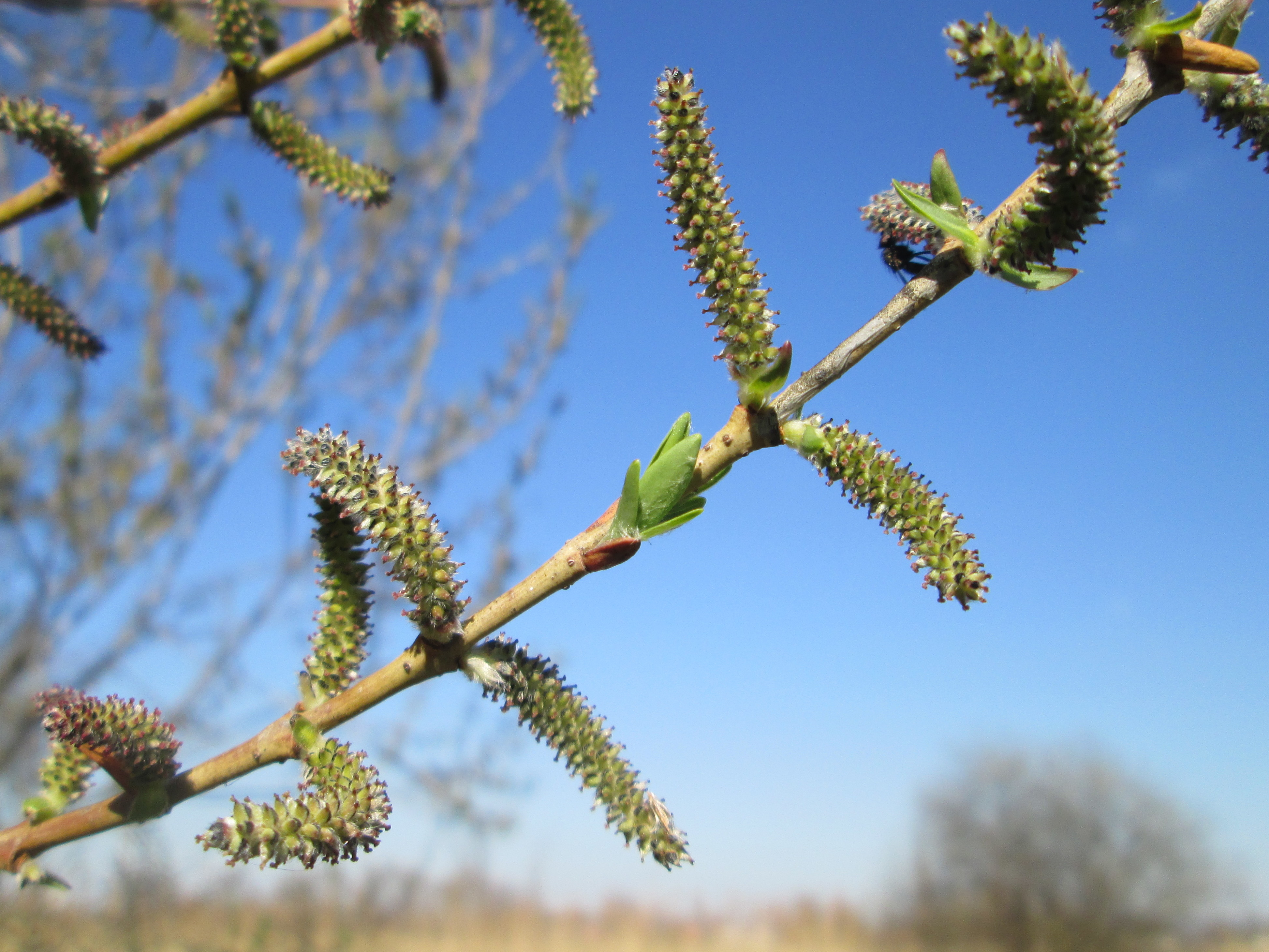
Kwiaty żeńskie
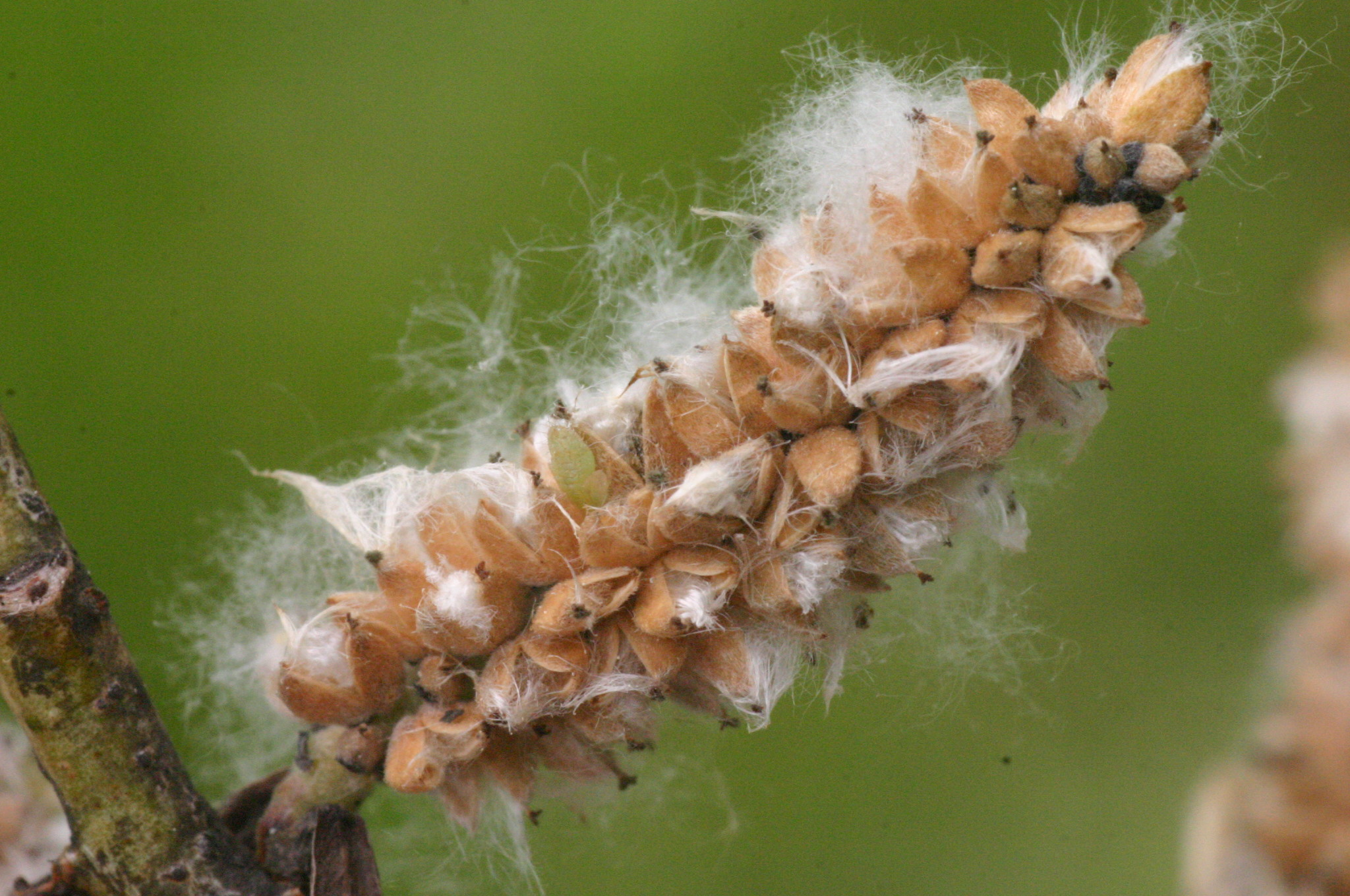
Owoce

## Biologia i ekologia
Rośnie głównie w dolinach rzek, potoków, nad stawami, na mokrych łąkach. Wymaga podłoża o dużej wilgotności – jest higrofitem. Rośnie na glebach ubogich, piaszczystych i żwirowych. Nanofanerofit. W klasyfikacji zbiorowisk roślinnych gatunek charakterystyczny dla klasy Salicetea purpureae. Kwitnie przed rozwojem liści, od marca do połowy czerwca. Kwiaty wytwarzają nektar i zapylane są przez owady. Nasiona rozsiewane przez wiatr.

## Zmienność
Występuje w podgatunku ssp. lambertiana. Istnieje również odmiana uprawna 'Pendula' – fioletowe pędy wyginają się do dołu w miejscu szczepienia.
Czasami można spotkać różniące się od typowej formy, trudne do oznaczenia mieszańce z wierzbami: borówkolistną, czerniejącą, dwubarwną, długokończystą, iwą, kruchą, lapońską, migdałową, ostrolistną, siwą, śląską, śniadą, szarą, uszatą, wawrzynkową.

## Zastosowanie
- Roślina uprawna:
  - Jest jedną z głównych roślin wykorzystywanych w wikliniarstwie. Jest też często uprawiana w tym celu.
  - Używana jest jako faszyna do obsadzania wałów przeciwpowodziowych i brzegów rzeki w celu zabezpieczenia ich przed wymywaniem przez wodę.
  - Jest jednym z głównych gatunków wierzb uprawianych jako tzw. rośliny energetyczne
- Roślina lecznicza:
  - Surowiec zielarski: kora (Cortex Salicis) zawiera flawonoidy, kwasy organiczne oraz glikozydy. Najważniejszym z nich jest glikozyd fenolowy – salicyna. Korę zbiera się z 2 – 3-letnich gałęzi wczesną wiosną, gdy ruszają soki i łatwo jest ją oddzielić od drewna. Korę suszyć można zarówno w ciemnych, jak i jasnych pomieszczeniach. Do celów leczniczych wykorzystywana może być również kora wierzby kruchej, wierzby białej, wierzby pięciopręcikowej i wierzby wiciowej[7].
  - Działanie : Salicyna ma silne działanie przeciwzapalne, przeciwgorączkowe i ściągające. Wykorzystywana jest przy takich dolegliwościach i chorobach, jak: ból głowy, przeziębienie przebiegające z gorączką, różne choroby reumatyczne, miażdżyca. Obecnie już nie pozyskuje się do celów leczniczych kory wierzby, gdyż jest zastępowana syntetycznie produkowanym kwasem acetylosalicylowym (nazwa handlowa "Aspiryna", "Polopiryna"). Napary z kory wierzby nie wywierają jednak tak szkodliwego działania na żołądek, jak aspiryna, a działają równie skutecznie. W medycynie ludowej wykorzystywano korę wierzby również do leczenia nerwobólów i jako środka ułatwiającego zasypianie i uspokajającego[7].
- Roślina ozdobna: ze względu na swoje kolorowe pędy, piękne kwiatostany i gęsty pokrój jest uprawiana w różnych odmianach jako roślina ozdobna.

## Odmiany
- ozdobne: 'Nana', 'Pendula' (ma zwieszające się cienkie pędy).
- wykorzystywane w wikliniarstwie: 'Jagiellonka', 'Piankówka'.